# Parafia Konkatedralna św. Aleksandra w Suwałkach
Parafia Konkatedralna św. Aleksandra w Suwałkach – parafia rzymskokatolicka należąca do dekanatu Suwałki – św. Benedykta i Romualda w diecezji ełckiej.

## Historia
Osadę Suwałki wzmiankowano już w 1690 roku, które założyli Kameduli z klasztoru na Wigrach, na wyludnionych terenach dawnego plemienia Jaćwingów. W 1710 roku staraniem kamedułów osada uzyskała przywilej targowy, a 2 czerwca erygowano kościół pw. Podwyższenia Krzyża Świętego. W latach 1710–1714 zbudowano drewniany kościół, w którym duszpasterstwo prowadzili Bernardyni z Tykocina. 9 listopada 1717 roku biskup wileński Konstanty Kazimierz Brzostowski utworzył filialną kapelanię przynależącą do klasztoru kamedułów na Wigrach. W 1720 roku król August II Mocny nadał Suwałkom prawa miejskie.
19 listopada 1788 roku dekretem biskupa wileńskiego Ignacego Jakuba Massalskiego została erygowana parafia w Suwałkach. W 1799 roku została erygowana diecezja wigierska. W 1800 roku było 1184 mieszkańców w 216 domach. W 1801 roku Bernardyni odeszli, a parafię przejęli księża diecezjalni. W 1815 roku w Suwałkach ustanowiono siedzibę województwa augustowskiego. W listopadzie 1815 roku przez Suwałki przejeżdżał na koronację do Warszawy car Aleksander I, który widząc spróchniały kościół chylący się ku ruinie - polecił sfinansować budowę murowanego kościoła. W 1818 roku erygowano diecezję sejneńską. W 1818 roku burza zniszczyła kopułę i sygnaturkę kościoła. W latach 1818-1819 naprawiono uszkodzenia kościoła.
23 lipca 1819 roku Suwałki odwiedził Namiestnik Królestwa Polskiego gen. Józef Zajączek. W latach 1820–1826 zbudowano obecny murowany kościół, według projektu architekta Piotra Aignera, a równocześnie trwały starania o przeniesienie siedziby biskupa z Sejn do Suwałk. 14 września 1829 roku w nowym kościele odprawiono pierwszą mszę świętą. W 1834 roku stary kościół rozebrano. W 1837 roku utworzono gubernie augustowską. W latach 1843–1845 przeprowadzono generalny remont kościoła według projektu architekta Henryka Marconiego. 14 września 1845 roku biskup sejneński Paweł Straszyński konsekrował kościół pw. św. Aleksandra. W 1856 roku dobudowano wieże kościelne. W 1867 roku utworzono guberne suwalską. W 1872 roku zakupiono murowany dom na plebanię. W 1881 roku po wschodniej stronie dobudowano kaplicę Zbawiciela Jezusa Chrystusa, a w 1883 roku po zachodniej stronie dobudowano kaplicę św. Anny. W 1886 roku w parafii było 12 525 wiernych. W 1888 roku dobudowano zakrystię.
22 października 1944 roku wycofujący się Niemcy zaminowali kościół - powodując poważne zniszczenia. Po wojnie kościół odbudowano, a w 1961 roku odbudowano wieże kościelne. W 1975 roku utworzono województwo suwalskie. 25 marca 1992 roku została erygowana diecezja ełcka, a następnie decyzją bpa Wojciecha Ziemby kościół pw. św. Aleksandra został podniesiony do godności konkatedry. 4 lipca 2002 roku wichura i deszcz uszkodziły kościół. W latach 2002–2003 kościół wyremontowano.
Proboszczowie parafii:
1827–1837. ks. Bonawentura Butkiewicz.
1837–1855. ks. Paweł Makowski.
1855–1872. ks. Piotr Wierzbowski.
 ?–?. ks. Aleksander Makowski.
 ?–?. ks. Antoni Dauksza.
1915–1929. ks. Stanisław Szczęsnowicz.
1929–1957. ks. Bolesław Gumowski.
1957–1965. ks. prałat Witold Balukiewicz.
1965–1986. ks. Kazimierz Hamerszmit.
1986–2000. ks. Przemysław Rogowski.
2000–2011. ks. Ryszard Gwiazdowski.
2011–2021. ks. prał. Kazimierz Gryboś.
2021– nadal ks. kan. dr Antoni Skowroński.

## Wieczysta Adoracja
2 lutego 2025 roku odbyła się inauguracja Kaplicy Wieczystej Adoracji pw. Jezusa Chrystusa Najwyższego Kapłana.

## Znani parafianie
- s. Maria Kanizja Mackiewicz CSFN męczennica z Nowogródka, beatyfikowana 5 marca 2000 roku przez papieża Jana Pawła II.